# Leaghur Forest Park
Leaghur Forest Park är en park i Australien. Den ligger i delstaten Victoria, omkring 230 kilometer nordväst om delstatshuvudstaden Melbourne. Leaghur Forest Park ligger 89 meter över havet.
Trakten runt Leaghur Forest Park är nära nog obefolkad, med mindre än två invånare per kvadratkilometer.. 
Omgivningarna runt Leaghur Forest Park är i huvudsak ett öppet busklandskap. Genomsnittlig årsnederbörd är 389 millimeter. Den regnigaste månaden är februari, med i genomsnitt 51 mm nederbörd, och den torraste är januari, med 11 mm nederbörd.